# Список кассовых рекордов фильма «Мстители: Финал»

Официальный логотип фильма

«Мсти́тели: Фина́л» (англ. Avengers: Endgame) — американский художественный супергеройский фильм 2019 года, четвёртый фильм о команде «Мстители» и 22-й фильм в медиафраншизе «Кинематографическая вселенная Marvel» (КВМ), выпущенный через семь лет после первого фильма о команде — «Мстители» (2012) и через одиннадцать лет после первого фильма КВМ — «Железный человек» (2008). В фильме, снятом Энтони и Джо Руссо, задействован ансамбль актёров, повторивший свои роли из предыдущих фильмов КВМ.
Фильм был выпущен в апреле 2019 года и побил несколько рекордов кассовых сборов на различных рынках. В мировом прокате фильм собрал 2,8 млрд долларов, став самым кассовым фильмом в истории мирового кинематографа, установив самые высокие показатели кассовых сборов в день премьеры, а также самых высоких кассовых сборов в мире. На внутреннем рынке США и Канады фильм установил рекорды по самым прибыльным начальным выходным, в первый день, пятницам, субботам, и воскресеньям, а также по самым быстрым суммарным сборам, достигшим 650 млн долларов. В других странах фильм стал самым кассовым фильмом мирового кинематографа на нескольких рынках, включая Чили и Таиланд, установил рекорд по самым высоким кассовым сборам в первые выходные на более чем 40 рынках, включая Австралию, Бразилию, Китай, Египет, Мексику и Великобританию, а также установил различные рекорды IMAX на 50 различных рынках на всех шести обитаемых континентах.
Многие из рекордов, установленных фильмом, перечислены ниже. Данные о предыдущем рекорде и рекордах, которые впоследствии были превзойдены, представлены там, где это возможно и применимо. Все валовые сборы приведены в долларах США без поправок, если не указано иное.

## По всему миру

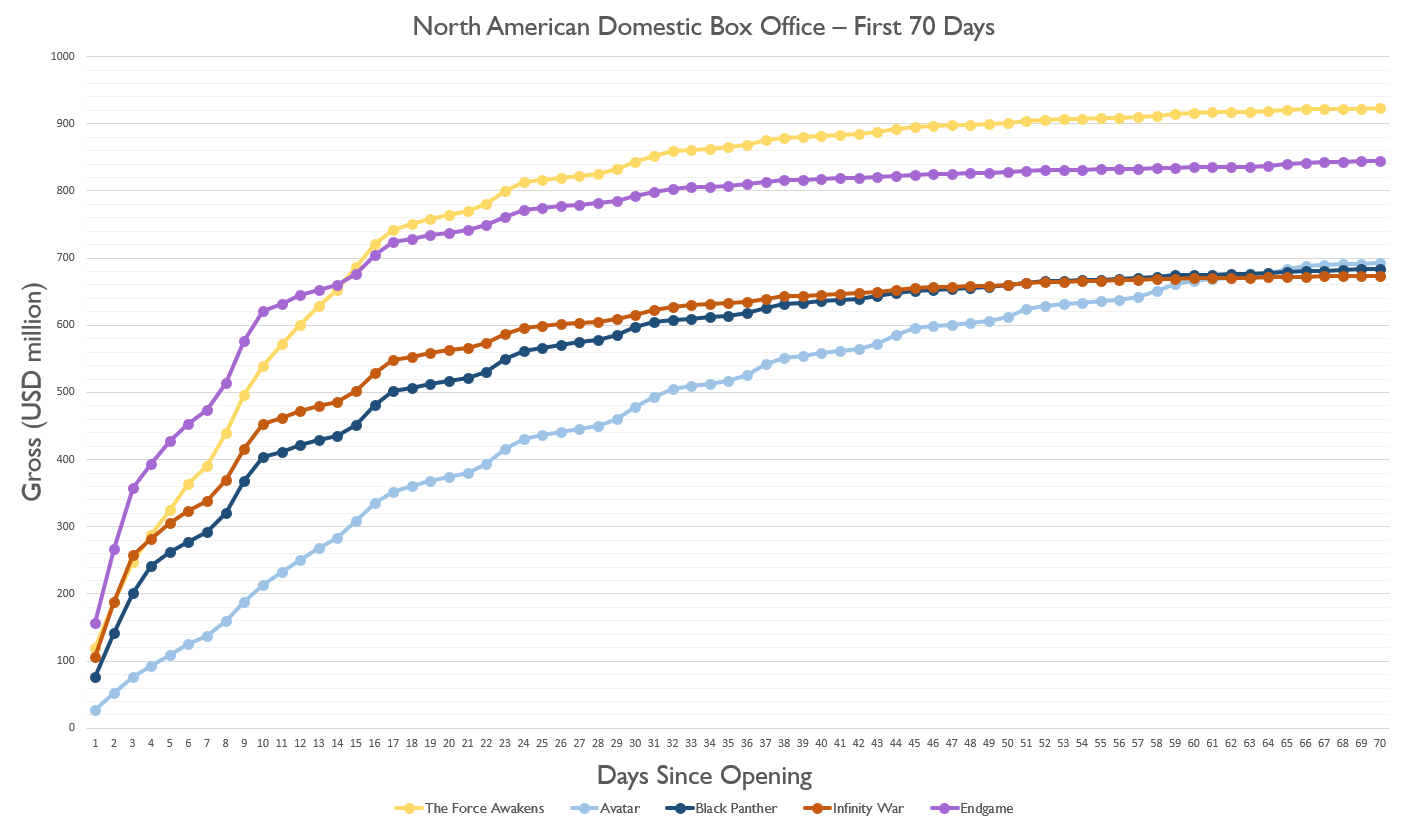
График кассовых сборов фильма «Мстители: Финал» (2019) (фиолетовый) в сравнении с четырьмя самыми кассовыми фильмами на рынке до и после него (за первые 70 дней после выхода в прокат)

В мировом масштабе фильм собрал больше денег, чем любой другой предыдущий фильм. Он также установил рекорд самого кассового уик-энда открытия в целом, а также в форматах IMAX и 3D.
| Рекорд                                                       | Число        | Предыдущий рекордсмен                          | Превзошедший рекордсмен | Комментарии |
| ------------------------------------------------------------ | ------------ | ---------------------------------------------- | ----------------------- | --- |
| Самый кассовый фильм                                         | $ 2,797 млрд | «Аватар» – $ 2,789 млрд                        | «Аватар» – $ 2,922 млрд | «Мстители: Финал» стал самым кассовым фильмом в истории 21 июля 2019 года, через 89 дней после премьеры и уже через 12 дней после выхода на экраны стал вторым самым кассовым фильмом в мире. В марте 2021 года после повторного проката в Китае «Аватар» вернул себе данный статус и ещё больше увеличил свой валовой сбор при последующих переизданиях. |
| Самый кассовый супергеройский фильм                          | $ 2,797 млрд | «Мстители: Война бесконечности» – $ 2,044 млрд | N/A                     | |
| Быстрее всех набрал $ 500 млн                                | 3 дня        | «Мстители: Война бесконечности» – 5 дней       | N/A                     | |
| Быстрее всех набрал $ 1 млрд                                 | 5 дней       | «Мстители: Война бесконечности» – 11 дней      | N/A                     | |
| Быстрее всех набрал $ 1,5 млрд                               | 8 дней       | «Мстители: Война бесконечности» – 18 дней      | N/A                     | |
| Быстрее всех набрал $ 2 млрд                                 | 11 дней      | «Аватар» – 47 дней                             | N/A                     | |
| Быстрее всех набрал $ 2,5 млрд                               | 20 дней      | «Аватар» – 72 дня                              | N/A                     | Фильм был выпущен 24 апреля 2019 года, и кассовые сборы по состоянию на 13 мая 2019 года составили $ 728,4 млн в США и Канаде и $ 1,7747 млрд за их пределами, что в общем составило $ 2,503 млрд. «Аватар» был выпущен 16 декабря 2009 года. За пределами США и Канады по состоянию на 28 февраля 2010 года кассовые сборы фильма составили $ 1,839 млрд, а сборы за выходные 26-28 февраля 2010 года — $ 30,6 млн. Если прибавить к этому сборы в США и Канаде в размере $ 692,9 млн на 25 февраля 2010 года, то по состоянию на 25 февраля 2010 года мировые кассовые сборы составят 2,501 млрд. |
| Лучшие кассовые сборы в первый уик-энд кинопроката           | $ 1,223 млрд | «Мстители: Война бесконечности» – $ 640 млн    | N/A                     | |
| Наибольший объём продаж в выходные дни в формате IMAX        | $ 91,5 млн   | «Звёздные войны: Пробуждение силы» – $ 48 млн  | N/A                     | |
| Наибольший объём продаж во второй уик-энд в формате IMAX     | $ 36,7 млн   | N/A                                            | N/A                     | |
| Наибольший объём продаж в выходные дни открытия в формате 3D | $ 540 млн    | «Мстители: Война бесконечности» – $ 366 млн    | N/A                     | |
| Высокие кассовые сборы в премьерный день                     | $ 2,75 млрд  | «Аватар» – $ 2,749 млрд                        | N/A                     | |

## США и Канада
На внутреннем рынке США и Канады фильм установил рекорды по самым высоким сборам в первый уик-энд и по самым быстрым суммарным сборам, достигшим 650 млн долларов. Кроме того, фильм установил несколько рекордов за один день проката и занял 2-е место самых кассовых фильмов на сегодняшний день.
| Рекорд                                                                                       | Число                              | Предыдущий рекордсмен                                         | Превзошедший рекордсмен               | Комментарии |
| -------------------------------------------------------------------------------------------- | ---------------------------------- | ------------------------------------------------------------- | ------------------------------------- | --- |
| Быстрее всех собрал $ 100 млн                                                                | 17 часов                           | «Звёздные войны: Пробуждение силы» – 21 час                   | N/A                                   | Фильм за это время собрал 103 млн долларов |
| Быстрее всех собрал $ 150 млн                                                                | 1 день                             | «Мстители: Война бесконечности» – 2 дня                       | N/A                                   | Фильм за это время собрал 157 млн долларов |
| Быстрее всех собрал $ 200 млн                                                                | 2 дня                              | «Мстители: Война бесконечности» – 3 дня                       | N/A                                   | Фильм за это время собрал 266 млн долларов |
| Быстрее всех собрал $ 250 млн                                                                | 2 дня                              | «Мстители: Война бесконечности» – 3 дня                       | N/A                                   | Фильм за это время собрал 266 млн долларов |
| Быстрее всех собрал $ 300 млн                                                                | 3 дня                              | «Звёздные войны: Пробуждение силы» – 5 дней                   | N/A                                   | Фильм за это время собрал 357 млн долларов |
| Быстрее всех собрал $ 350 млн                                                                | 3 дня                              | «Звёздные войны: Пробуждение силы» – 6 дней                   | N/A                                   | Фильм за это время собрал 357 млн долларов |
| Быстрее всех собрал $ 400 млн                                                                | 5 дней                             | «Звёздные войны: Пробуждение силы» – 8 дней                   | N/A                                   | Фильм за это время собрал 427 млн долларов |
| Быстрее всех собрал $ 450 млн                                                                | 6 дней                             | «Звёздные войны: Пробуждение силы» – 9 дней                   | N/A                                   | Фильм за это время собрал 452 млн долларов |
| Быстрее всех собрал $ 500 млн                                                                | 8 дней                             | «Звёздные войны: Пробуждение силы» – 10 дней                  | N/A                                   | Фильм за это время собрал 514 млн долларов |
| Быстрее всех собрал $ 550 млн                                                                | 9 дней                             | «Звёздные войны: Пробуждение силы» – 11 дней                  | N/A                                   | Фильм за это время собрал 576 млн долларов |
| Быстрее всех собрал $ 600 млн                                                                | 10 дней                            | «Звёздные войны: Пробуждение силы» – 12 дней                  | N/A                                   | Фильм за это время собрал 621 млн долларов |
| Быстрее всех собрал $ 650 млн                                                                | 13 дней                            | «Звёздные войны: Пробуждение силы» – 14 дней                  | N/A                                   | Фильм за это время собрал 652 млн долларов |
| Наибольшие кассовые сборы в первые выходные                                                  | $ 357 млн                          | «Мстители: Война бесконечности» – $ 257 млн                   | N/A                                   | |
| Наибольшие кассовые сборы в выходные дни открытия с учётом инфляции                          | 39,6 млн билетов                   | «Звёздные войны: Пробуждение силы» – 28,5 млн билетов         | N/A                                   | |
| Самая высокая цена билетов за уик-энд в кинотеатрах во время мировой премьеры                | $ 76,6 тыс.                        | «Звёздные войны: Пробуждение силы» – $ 59,9 тыс.              | N/A                                   | |
| Наибольшая количество билетов в кинотеатрах за уик-энд для широкого релиза с учётом инфляции | 8502 билета                        | «Звёздные войны. Эпизод VI: Возвращение джедая» – 7293 билета | N/A                                   | |
| Наибольшие кассовые сборы в премьерную неделю                                                | $ 473 млн                          | «Звёздные войны: Пробуждение силы» – $ 390 млн                | N/A                                   | |
| Наибольший объём сборов за один день                                                         | $ 157 млн                          | «Звёздные войны: Пробуждение силы» – $ 119 млн                | N/A                                   | В пятницу 26 апреля 2019 года. Для фильма «Звёздные войны: Пробуждение силы» это была пятница 18 декабря 2015 года |
| Наибольшие кассовые сборы в день премьеры                                                    | $ 157 млн                          | «Звёздные войны: Пробуждение силы» – $ 119 млн                | N/A                                   | |
| Наибольший объём сборов в пятницу                                                            | $ 157 млн                          | «Звёздные войны: Пробуждение силы» – $ 119 млн                | N/A                                   | |
| Наибольший объём сборов в субботу                                                            | $ 109 млн                          | «Мстители: Война бесконечности» – $ 82,1 млн                  | N/A                                   | 27 апреля 2019 года. Для «Мстители: Война бесконечности» это было 28 апреля 2018 года |
| Наибольший объём сборов в воскресенье                                                        | $ 90,3 млн                         | «Мстители: Война бесконечности» – $ 69,2 млн                  | N/A                                   | 28 апреля 2019 года. Для «Мстители: Война бесконечности» это было 29 апреля 2018 года |
| Высокие кассовые сборы на предварительных просмотрах                                         | $ 60 млн                           | «Звёздные войны: Пробуждение силы» – $ 57 млн                 | N/A                                   | |
| Высокие кассовые сборы в «чистую пятницу» (без учёта предварительных показов в четверг)      | $ 96,7 млн                         | «Мстители: Война бесконечности» – $ 66,9 млн                  | N/A                                   | |
| Самое широкое открытие                                                                       | 4662 кинотеатра                    | «Гадкий я 3» – 4529 кинотеатров                               | «Король Лев» – 4725 кинотеатров       | |
| Широкая премьера                                                                             | 4662 кинотеатра                    | «Гадкий я 3» – 4535 кинотеатров                               | «Король Лев» – 4802 кинотеатра        | |
| Самая широкая премьера в категории PG-13                                                     | 4662 кинотеатра                    | «Мир юрского периода 2» – 4475 кинотеатров                    | «Топ Ган: Мэверик» – 4735 кинотеатров | |
| Самый широкая премьера с рейтингом PG-13                                                     | 4662 кинотеатра                    | «Мир юрского периода 2» – 4485 кинотеатров                    | «Топ Ган: Мэверик» – 4751 кинотеатр   | |
| Фильм, занявший первое место по сборам за один агрегированный уик-энд                        | $ 401 млн                          | 18–20 декабря 2015 – $ 313 млн                                | N/A                                   | Эта цифра представляет собой суммарную прибыль всех фильмов, вышедших в прокат в уик-энд в период с 26-28 апреля 2019 года, из которых «Финал» собрал $ 357 млн (88,9 %). Вклад в предыдущий рекорд фильма «Звёздные войны: Пробуждение силы» составил $ 247 млн (79,2 %) |
| Самый большой разрыв между первым и вторым фильмами по сборам за уик-энд                     | $ 348 млн                          | «Мстители: Война бесконечности» – $ 246 млн                   | N/A                                   | Вторым по кассовым сборам фильмом 26-28 апреля 2019 года стал «Капитан Марвел». Для «Войны бесконечности» (27-29 апреля 2018) это был фильм «Тихое место» |
| Наибольший относительный разрыв между первым и вторым по сборам фильмами за уик-энд          | 43,0 в несколько раз выше валового | «Мстители: Эра Альтрона» – 28,8 в несколько раз выше валового | N/A                                   | Вторым самым кассовым фильмом, премьера которого состоялась 26-28 апреля 2019 года, стал «Капитан Марвел». Для фильма «Мстители: Эра Альтрона» (1-3 мая 2015) это был фильм «Форсаж 7»                                                                                    |
| Наибольшая доля рынка за выходные дни                                                        | 89,7 %                             | «Мстители: Эра Альтрона» – 84,5 %                             | N/A                                   | |

## Другие страны
Фильм стал самым кассовым на нескольких рынках Южной Америки и Азии. Кроме того, фильм установил различные рекорды на более чем 50 рынках на всех шести континентах (не считая Антарктиды). Данные о точных цифрах, предыдущих рекордсменах и превзойдённых рекордах ограничены из-за отсутствия кассовых рекордсменов на этих рынках.
| Рекорд                                                   | Территория                    | Число                     | Предыдущий рекордсмен                             | Превзошедший рекордсмен           | Комментарии |
| -------------------------------------------------------- | ----------------------------- | ------------------------- | ------------------------------------------------- | --------------------------------- | --- |
| Самый кассовый фильм                                     | Боливия                       | $ 3,6 млн                 | «Мстители: Война бесконечности» – $ 3,1 млн       | N/A                               | |
| Самый кассовый фильм                                     | Бразилия                      | $ 85,6 млн                | «Мстители: Война бесконечности» – $ 66,6 млн      | N/A                               | |
| Самый кассовый фильм                                     | Чили                          | $ 18,8 млн                | «Мстители: Война бесконечности» – $ 14,6 млн      | N/A                               | |
| Самый кассовый фильм                                     | Эквадор                       | N/A                       | «Мстители: Война бесконечности»                   | N/A                               | |
| Самый кассовый фильм                                     | Гонконг                       | $ 29,3 млн                | «Аватар» – $ 22,9 млн                             | N/A                               | |
| Самый кассовый фильм                                     | Мексика                       | $ 77,4 млн                | «Мстители: Война бесконечности» — $ 60,0 млн      | «Человек-паук: Нет пути домой»    | |
| Самый кассовый фильм                                     | Перу                          | N/A                       | «Мстители: Война бесконечности»                   | N/A                               | |
| Самый кассовый фильм                                     | Филиппины                     | $ 32,8 млн                | «Мстители: Война бесконечности» – $ 23,3 млн      | N/A                               | |
| Самый кассовый фильм                                     | Сингапур                      | $ 14,3 млн                | «Мстители: Война бесконечности» – $ 12,1 млн      | N/A                               | |
| Самый кассовый фильм                                     | Таиланд                       | $ 27,0 млн                | N/A                                               | N/A                               | |
| Самый кассовый фильм                                     | Уругвай                       | N/A                       | N/A                                               | N/A                               | |
| Наибольшие кассовые сборы в первые выходные              | Аргентина                     | $ 6,8 млн                 | «Форсаж 8»                                        | N/A                               | «Мстители: Финал» установил этот рекорд как минимум на 44 рынках                                                                        |
| Наибольшие кассовые сборы в первые выходные              | Австралия                     | $ 30,8 млн                | «Звёздные войны: Пробуждение силы» – $ 19,6 млн   | N/A                               | «Мстители: Финал» установил этот рекорд как минимум на 44 рынках                                                                        |
| Наибольшие кассовые сборы в первые выходные              | Австрия                       | $ 3,5 млн                 | «Звёздные войны: Пробуждение силы» – $ 1,9 млн    | N/A                               | «Мстители: Финал» установил этот рекорд как минимум на 44 рынках                                                                        |
| Наибольшие кассовые сборы в первые выходные              | Бахрейн                       | N/A                       | N/A                                               | N/A                               | «Мстители: Финал» установил этот рекорд как минимум на 44 рынках                                                                        |
| Наибольшие кассовые сборы в первые выходные              | Бангладеш                     | Taka ৳ 30 млн             | N/A                                               | N/A                               | «Мстители: Финал» установил этот рекорд как минимум на 44 рынках                                                                        |
| Наибольшие кассовые сборы в первые выходные              | Бельгия                       | $ 3,1 млн                 | «Сумерки. Сага: Рассвет — Часть 2» – $ 2,9 млн    | N/A                               | «Мстители: Финал» установил этот рекорд как минимум на 44 рынках                                                                        |
| Наибольшие кассовые сборы в первые выходные              | Боливия                       | $ 1,1 млн                 | «Мстители: Война бесконечности» – $ 913 тыс.      | N/A                               | «Мстители: Финал» установил этот рекорд как минимум на 44 рынках                                                                        |
| Наибольшие кассовые сборы в первые выходные              | Босния и Герцеговина          | N/A                       | N/A                                               | N/A                               | «Мстители: Финал» установил этот рекорд как минимум на 44 рынках                                                                        |
| Наибольшие кассовые сборы в первые выходные              | Бразилия                      | $ 26,3 млн                | «Мстители: Война бесконечности» – $ 19,0 млн      | N/A                               | «Мстители: Финал» установил этот рекорд как минимум на 44 рынках                                                                        |
| Наибольшие кассовые сборы в первые выходные              | Центральная Америка           | N/A                       | «Мстители: Война бесконечности»                   | N/A                               | «Мстители: Финал» установил этот рекорд как минимум на 44 рынках                                                                        |
| Наибольшие кассовые сборы в первые выходные              | Чили                          | $ 6,5 млн                 | «Мстители: Война бесконечности» – $ 4,5 млн       | N/A                               | «Мстители: Финал» установил этот рекорд как минимум на 44 рынках                                                                        |
| Наибольшие кассовые сборы в первые выходные              | Китай                         | CN¥ 2,22 млрд ($ 330 млн) | «Блуждающая Земля» – CN¥ 2,02 млрд ($ 300 млн)    | N/A                               | «Мстители: Финал» установил этот рекорд как минимум на 44 рынках                                                                        |
| Наибольшие кассовые сборы в первые выходные              | Колумбия                      | $ 6,1 млн                 | «Форсаж 8» – $ 4,7 млн                            | N/A                               | «Мстители: Финал» установил этот рекорд как минимум на 44 рынках                                                                        |
| Наибольшие кассовые сборы в первые выходные              | Хорватия                      | $ 545 тыс.                | «Звёздные войны: Пробуждение силы»                | N/A                               | «Мстители: Финал» установил этот рекорд как минимум на 44 рынках                                                                        |
| Наибольшие кассовые сборы в первые выходные              | Чехия                         | $ 2,5 млн                 | «Звёздные войны: Пробуждение силы» – $ 1,5 млн    | N/A                               | «Мстители: Финал» установил этот рекорд как минимум на 44 рынках                                                                        |
| Наибольшие кассовые сборы в первые выходные              | Дания                         | $ 4,2 млн                 | «Звёздные войны: Пробуждение силы»                | N/A                               | «Мстители: Финал» установил этот рекорд как минимум на 44 рынках                                                                        |
| Наибольшие кассовые сборы в первые выходные              | Восточная Африка              | N/A                       | «Чёрная пантера»                                  | N/A                               | «Мстители: Финал» установил этот рекорд как минимум на 44 рынках                                                                        |
| Наибольшие кассовые сборы в первые выходные              | Эквадор                       | N/A                       | «Мстители: Война бесконечности»                   | N/A                               | «Мстители: Финал» установил этот рекорд как минимум на 44 рынках                                                                        |
| Наибольшие кассовые сборы в первые выходные              | Египет                        | N/A                       | «Форсаж 8»                                        | N/A                               | «Мстители: Финал» установил этот рекорд как минимум на 44 рынках                                                                        |
| Наибольшие кассовые сборы в первые выходные              | Гонконг                       | $ 12,6 млн                | «Мстители: Война бесконечности» – $ 8,0 млн       | N/A                               | «Мстители: Финал» установил этот рекорд как минимум на 44 рынках                                                                        |
| Наибольшие кассовые сборы в первые выходные              | Венгрия                       | $ 1,8 млн                 | «Звёздные войны: Последние джедаи» – $ 1,5 млн    | N/A                               | «Мстители: Финал» установил этот рекорд как минимум на 44 рынках                                                                        |
| Наибольшие кассовые сборы в первые выходные              | Исландия                      | $ 210 тыс.                | N/A                                               | N/A                               | «Мстители: Финал» установил этот рекорд как минимум на 44 рынках                                                                        |
| Наибольшие кассовые сборы в первые выходные              | Ирландия                      | € 4,4 млн                 | «Красавица и Чудовище»                            | N/A                               | «Мстители: Финал» установил этот рекорд как минимум на 44 рынках                                                                        |
| Наибольшие кассовые сборы в первые выходные              | Индонезия                     | $ 15,4 млн                | «Мстители: Война бесконечности» – $ 11,4 млн      | N/A                               | «Мстители: Финал» установил этот рекорд как минимум на 44 рынках                                                                        |
| Наибольшие кассовые сборы в первые выходные              | Иордания                      | N/A                       | N/A                                               | N/A                               | «Мстители: Финал» установил этот рекорд как минимум на 44 рынках                                                                        |
| Наибольшие кассовые сборы в первые выходные              | Малайзия                      | $ 10,0 млн                | «Мстители: Война бесконечности» – $ 8,3 млн       | N/A                               | «Мстители: Финал» установил этот рекорд как минимум на 44 рынках                                                                        |
| Наибольшие кассовые сборы в первые выходные              | Мексика                       | $ 31,9 млн                | «Мстители: Война бесконечности» – $ 25,3 млн      | N/A                               | «Мстители: Финал» установил этот рекорд как минимум на 44 рынках                                                                        |
| Наибольшие кассовые сборы в первые выходные              | Средний Восток                | N/A                       | «Форсаж 8»                                        | N/A                               | «Мстители: Финал» установил этот рекорд как минимум на 44 рынках                                                                        |
| Наибольшие кассовые сборы в первые выходные              | Нидерланды                    | $ 5,9 млн                 | «Гарри Поттер и Дары Смерти. Часть 2» – $ 3,8 млн | N/A                               | «Мстители: Финал» установил этот рекорд как минимум на 44 рынках                                                                        |
| Наибольшие кассовые сборы в первые выходные              | Новая Зеландия                | $ 4,0 млн                 | «Звёздные войны: Пробуждение силы» – $ 3,0 млн    | N/A                               | «Мстители: Финал» установил этот рекорд как минимум на 44 рынках                                                                        |
| Наибольшие кассовые сборы в первые выходные              | Норвегия                      | $ 2,5 млн                 | «Звёздные войны: Пробуждение силы»                | N/A                               | «Мстители: Финал» установил этот рекорд как минимум на 44 рынках                                                                        |
| Наибольшие кассовые сборы в первые выходные              | Пакистан                      | Rs. 14,5 crore            | «Султан» – Rs. 11,25 crore                        | N/A                               | «Мстители: Финал» установил этот рекорд как минимум на 44 рынках                                                                        |
| Наибольшие кассовые сборы в первые выходные              | Парагвай                      | $ 624 тыс.                | «Форсаж 8»                                        | N/A                               | «Мстители: Финал» установил этот рекорд как минимум на 44 рынках                                                                        |
| Наибольшие кассовые сборы в первые выходные              | Перу                          | N/A                       | «Мстители: Война бесконечности»                   | N/A                               | «Мстители: Финал» установил этот рекорд как минимум на 44 рынках                                                                        |
| Наибольшие кассовые сборы в первые выходные              | Филиппины                     | $ 17,9 млн                | «Мстители: Война бесконечности» – $ 12,5 млн      | N/A                               | «Мстители: Финал» установил этот рекорд как минимум на 44 рынках                                                                        |
| Наибольшие кассовые сборы в первые выходные              | Катар                         | N/A                       | N/A                                               | N/A                               | «Мстители: Финал» установил этот рекорд как минимум на 44 рынках                                                                        |
| Наибольшие кассовые сборы в первые выходные              | Саудовская Аравия             | N/A                       | N/A                                               | N/A                               | «Мстители: Финал» установил этот рекорд как минимум на 44 рынках                                                                        |
| Наибольшие кассовые сборы в первые выходные              | Сербия                        | $ 410 тыс.                | «Звёздные войны: Пробуждение силы»                | N/A                               | «Мстители: Финал» установил этот рекорд как минимум на 44 рынках                                                                        |
| Наибольшие кассовые сборы в первые выходные              | Сингапур                      | $ 5,5 млн                 | N/A                                               | N/A                               | «Мстители: Финал» установил этот рекорд как минимум на 44 рынках                                                                        |
| Наибольшие кассовые сборы в первые выходные              | Словакия                      | $ 847 тыс.                | «Пятьдесят оттенков серого» – $ 621 тыс.          | N/A                               | «Мстители: Финал» установил этот рекорд как минимум на 44 рынках                                                                        |
| Наибольшие кассовые сборы в первые выходные              | Словения                      | $ 237 тыс.                | «Пятьдесят оттенков серого»                       | N/A                               | «Мстители: Финал» установил этот рекорд как минимум на 44 рынках                                                                        |
| Наибольшие кассовые сборы в первые выходные              | Южная Африка                  | $ 2,3 млн                 | «Мстители: Война бесконечности» – $ 2,0 млн       | N/A                               | «Мстители: Финал» установил этот рекорд как минимум на 44 рынках                                                                        |
| Наибольшие кассовые сборы в первые выходные              | Республика Корея              | $ 46,9 млн                | «Мстители: Война бесконечности» – $ 39,1 млн      | N/A                               | «Мстители: Финал» установил этот рекорд как минимум на 44 рынках                                                                        |
| Наибольшие кассовые сборы в первые выходные              | Испания                       | $ 13,3 млн                | N/A                                               | N/A                               | «Мстители: Финал» установил этот рекорд как минимум на 44 рынках                                                                        |
| Наибольшие кассовые сборы в первые выходные              | Сирия                         | N/A                       | N/A                                               | N/A                               | «Мстители: Финал» установил этот рекорд как минимум на 44 рынках                                                                        |
| Наибольшие кассовые сборы в первые выходные              | Тайвань                       | $ 12,8 млн                | «Железный человек 3»                              | N/A                               | «Мстители: Финал» установил этот рекорд как минимум на 44 рынках                                                                        |
| Наибольшие кассовые сборы в первые выходные              | Таиланд                       | $ 14,1 млн                | «Мстители: Война бесконечности» – $ 9,9 млн       | N/A                               | «Мстители: Финал» установил этот рекорд как минимум на 44 рынках                                                                        |
| Наибольшие кассовые сборы в первые выходные              | Тринидад                      | N/A                       | «Чёрная пантера» – $ 700 тыс.                     | N/A                               | «Мстители: Финал» установил этот рекорд как минимум на 44 рынках                                                                        |
| Наибольшие кассовые сборы в первые выходные              | Украина                       | $ 1,9 млн                 | «Звёздные войны: Пробуждение силы» – $ 1,1 млн    | N/A                               | «Мстители: Финал» установил этот рекорд как минимум на 44 рынках                                                                        |
| Наибольшие кассовые сборы в первые выходные              | Объединённые Арабские Эмираты | $ 5,9 млн                 | «Мстители: Война бесконечности»                   | N/A                               | «Мстители: Финал» установил этот рекорд как минимум на 44 рынках                                                                        |
| Наибольшие кассовые сборы в первые выходные              | Великобритания                | £ 43,4 млн                | «007: Спектр» – £ 41,3 млн                        | N/A                               | «Мстители: Финал» установил этот рекорд как минимум на 44 рынках                                                                        |
| Наибольшие кассовые сборы в первые выходные              | Уругвай                       | $ 594 тыс.                | «Форсаж 8» – $ 590 тыс.                           | N/A                               | «Мстители: Финал» установил этот рекорд как минимум на 44 рынках                                                                        |
| Наибольшие кассовые сборы в первые выходные              | Вьетнам                       | ₫ 112,4 млрд              | «Конг: Остров черепа» – ₫ 59,27 млрд              | N/A                               | «Мстители: Финал» установил этот рекорд как минимум на 44 рынках                                                                        |
| Наибольшие кассовые сборы в первые выходные              | Западная Африка               | N/A                       | «Чёрная пантера»                                  | N/A                               | «Мстители: Финал» установил этот рекорд как минимум на 44 рынках                                                                        |
| Наибольшие кассовые сборы в премьерный день              | Аргентина                     | N/A                       | N/A                                               | N/A                               | |
| Наибольшие кассовые сборы в премьерный день              | Австралия                     | $ 7 млн                   | «Звёздные войны: Пробуждение силы» – $ 6,8 млн    | N/A                               | |
| Наибольшие кассовые сборы в премьерный день              | Боливия                       | N/A                       | «Мстители: Война бесконечности»                   | N/A                               | |
| Наибольшие кассовые сборы в премьерный день              | Босния и Герцеговина          | N/A                       | «Звёздные войны: Последние джедаи»                | N/A                               | |
| Наибольшие кассовые сборы в премьерный день              | Бразилия                      | $ 7 млн                   | «Мстители: Война бесконечности» – $ 4,8 млн       | N/A                               | |
| Наибольшие кассовые сборы в премьерный день              | Центральная Америка           | N/A                       | «Мстители: Война бесконечности»                   | N/A                               | |
| Наибольшие кассовые сборы в премьерный день              | Чили                          | N/A                       | «Мстители: Война бесконечности»                   | N/A                               | |
| Наибольшие кассовые сборы в премьерный день              | Китай                         | CN¥ 719 млн ($ 107,2 млн) | Охота на монстров 2 – CN¥ 547 млн                 | N/A                               | Включая предварительные просмотры. Также самые кассовые сборы за один день без учёта предварительных показов – CN¥ 550 млн ($ 81,7 млн) |
| Наибольшие кассовые сборы в премьерный день              | Колумбия                      | N/A                       | N/A                                               | N/A                               | |
| Наибольшие кассовые сборы в премьерный день              | Чехия                         | N/A                       | N/A                                               | N/A                               | |
| Наибольшие кассовые сборы в премьерный день              | Восточная Африка              | N/A                       | N/A                                               | N/A                               | |
| Наибольшие кассовые сборы в премьерный день              | Эквадор                       | N/A                       | N/A                                               | N/A                               | |
| Наибольшие кассовые сборы в премьерный день              | Египет                        | N/A                       | N/A                                               | N/A                               | |
| Наибольшие кассовые сборы в премьерный день              | Греция                        | N/A                       | N/A                                               | N/A                               | |
| Наибольшие кассовые сборы в премьерный день              | Гонконг                       | $ 2,7 млн                 | «Мстители: Война бесконечности» – $ 1,4 млн       | N/A                               | |
| Наибольшие кассовые сборы в премьерный день              | Венгрия                       | N/A                       | «Звёздные войны: Последние джедаи»                | N/A                               | |
| Наибольшие кассовые сборы в премьерный день              | Индонезия                     | $ 2,5 млн                 | «Мстители: Война бесконечности» – $ 1,8 млн       | N/A                               | |
| Наибольшие кассовые сборы в премьерный день              | Корея                         | N/A                       | N/A                                               | N/A                               | |
| Наибольшие кассовые сборы в премьерный день              | Малайзия                      | $ 2 млн                   | «Мстители: Война бесконечности» – $ 1,5 млн       | N/A                               | |
| Наибольшие кассовые сборы в премьерный день              | Мексика                       | $ 12,5 млн                | N/A                                               | N/A                               | |
| Наибольшие кассовые сборы в премьерный день              | Нидерланды                    | N/A                       | «Звёздные войны: Последние джедаи»                | N/A                               | |
| Наибольшие кассовые сборы в премьерный день              | Новая Зеландия                | N/A                       | «Звёздные войны: Пробуждение силы»                | N/A                               | |
| Наибольшие кассовые сборы в премьерный день              | Пакистан                      | Rs. 4,55 crore            | «Султан» – Rs. 3,42 crore                         | N/A                               | |
| Наибольшие кассовые сборы в премьерный день              | Панама                        | N/A                       | «Мир юрского периода»                             | N/A                               | |
| Наибольшие кассовые сборы в премьерный день              | Парагвай                      | N/A                       | N/A                                               | N/A                               | |
| Наибольшие кассовые сборы в премьерный день              | Перу                          | N/A                       | «Мстители: Война бесконечности»                   | N/A                               | |
| Наибольшие кассовые сборы в премьерный день              | Филиппины                     | ₱ 205 млн ($ 3,9 млн)     | «Мстители: Война бесконечности» – $ 2,7 млн       | N/A                               | |
| Наибольшие кассовые сборы в премьерный день              | Португалия                    | N/A                       | N/A                                               | N/A                               | |
| Наибольшие кассовые сборы в премьерный день              | Россия                        | $ 7,8 млн                 | «Мстители: Война бесконечности» – $ 4,9 млн       | N/A                               | |
| Наибольшие кассовые сборы в премьерный день              | Сингапур                      | $ 7,5 млн                 | «Мстители: Война бесконечности» – $ 6,1 млн       | N/A                               | |
| Наибольшие кассовые сборы в премьерный день              | Словакия                      | N/A                       | «Звёздные войны: Пробуждение силы»                | N/A                               | |
| Наибольшие кассовые сборы в премьерный день              | Южная Африка                  | N/A                       | N/A                                               | N/A                               | |
| Наибольшие кассовые сборы в премьерный день              | Испания                       | N/A                       | «Звёздные войны: Последние джедаи»                | N/A                               | |
| Наибольшие кассовые сборы в премьерный день              | Тайвань                       | $ 2,6 млн                 | N/A                                               | N/A                               | |
| Наибольшие кассовые сборы в премьерный день              | Таиланд                       | $ 2,4 млн                 | «Мстители: Война бесконечности» – $ 1,8 млн       | N/A                               | |
| Наибольшие кассовые сборы в премьерный день              | Тринидад                      | N/A                       | N/A                                               | N/A                               | |
| Наибольшие кассовые сборы в премьерный день              | Турция                        | ₺ 6,0 млн                 | «Arif V 216» – ₺ 5,0 млн                          | N/A                               | |
| Наибольшие кассовые сборы в премьерный день              | Украина                       | N/A                       | «Звёздные войны: Пробуждение силы»                | N/A                               | |
| Наибольшие кассовые сборы в премьерный день              | Великобритания                | $ 15,3 млн                | «Звёздные войны: Пробуждение силы» – $ 14,3 млн   | N/A                               | |
| Наибольшие кассовые сборы в премьерный день              | Уругвай                       | N/A                       | N/A                                               | N/A                               | |
| Наибольшие кассовые сборы в премьерный день              | Вьетнам                       | ₫ 30,7 млрд               | «Капитан Марвел» – ₫ 19,5 млрд                    | N/A                               | |
| Наибольшие кассовые сборы в премьерный день              | Западная Африка               | N/A                       | N/A                                               | N/A                               | |
| Наибольший объём сборов в формате IMAX                   | За пределами США и Канады     | $ 150 млн                 | N/A                                               | «Аватар: Путь воды» – $ 156,1 млн | «Мстители: Финал» установил этот рекорд как минимум на 25 рынках                                                                        |
| Наибольший объём сборов в формате IMAX                   | Аргентина                     | N/A                       | N/A                                               | N/A                               | «Мстители: Финал» установил этот рекорд как минимум на 25 рынках                                                                        |
| Наибольший объём сборов в формате IMAX                   | Бельгия                       | N/A                       | N/A                                               | N/A                               | «Мстители: Финал» установил этот рекорд как минимум на 25 рынках                                                                        |
| Наибольший объём сборов в формате IMAX                   | Китай                         | $ 81,2 млн                | «Мстители: Война бесконечности»                   | N/A                               | «Мстители: Финал» установил этот рекорд как минимум на 25 рынках                                                                        |
| Наибольший объём сборов в формате IMAX                   | Индия                         | N/A                       | N/A                                               | N/A                               | «Мстители: Финал» установил этот рекорд как минимум на 25 рынках                                                                        |
| Наибольший объём сборов в формате IMAX                   | Италия                        | N/A                       | N/A                                               | N/A                               | «Мстители: Финал» установил этот рекорд как минимум на 25 рынках                                                                        |
| Наибольший объём сборов в формате IMAX                   | Мексика                       | N/A                       | N/A                                               | N/A                               | «Мстители: Финал» установил этот рекорд как минимум на 25 рынках                                                                        |
| Наибольший объём сборов в выходные дни в формате IMAX    | Аргентина                     | N/A                       | «Форсаж 8»                                        | N/A                               | «Мстители: Финал» установил этот рекорд на 50 рынках                                                                                    |
| Наибольший объём сборов в выходные дни в формате IMAX    | Австрия                       | N/A                       | «Звёздные войны: Пробуждение силы»                | N/A                               | «Мстители: Финал» установил этот рекорд на 50 рынках                                                                                    |
| Наибольший объём сборов в выходные дни в формате IMAX    | Бахрейн                       | N/A                       | «Звёздные войны: Пробуждение силы»                | N/A                               | «Мстители: Финал» установил этот рекорд на 50 рынках                                                                                    |
| Наибольший объём сборов в выходные дни в формате IMAX    | Бельгия                       | N/A                       | «Звёздные войны: Последние джедаи»                | N/A                               | «Мстители: Финал» установил этот рекорд на 50 рынках                                                                                    |
| Наибольший объём сборов в выходные дни в формате IMAX    | Бразилия                      | N/A                       | «Мстители: Война бесконечности»                   | N/A                               | «Мстители: Финал» установил этот рекорд на 50 рынках                                                                                    |
| Наибольший объём сборов в выходные дни в формате IMAX    | Болгария                      | N/A                       | «Звёздные войны: Пробуждение силы»                | N/A                               | «Мстители: Финал» установил этот рекорд на 50 рынках                                                                                    |
| Наибольший объём сборов в выходные дни в формате IMAX    | Камбоджа                      | N/A                       | N/A                                               | N/A                               | «Мстители: Финал» установил этот рекорд на 50 рынках                                                                                    |
| Наибольший объём сборов в выходные дни в формате IMAX    | Чили                          | N/A                       | «Звёздные войны: Пробуждение силы»                | N/A                               | «Мстители: Финал» установил этот рекорд на 50 рынках                                                                                    |
| Наибольший объём сборов в выходные дни в формате IMAX    | Китай                         | $ 42,4 млн                | «Мстители: Война бесконечности» – $ 20,3 млн      | N/A                               | «Мстители: Финал» установил этот рекорд на 50 рынках                                                                                    |
| Наибольший объём сборов в выходные дни в формате IMAX    | Колумбия                      | N/A                       | N/A                                               | N/A                               | «Мстители: Финал» установил этот рекорд на 50 рынках                                                                                    |
| Наибольший объём сборов в выходные дни в формате IMAX    | Коста-Рика                    | N/A                       | «Звёздные войны: Пробуждение силы»                | N/A                               | «Мстители: Финал» установил этот рекорд на 50 рынках                                                                                    |
| Наибольший объём сборов в выходные дни в формате IMAX    | Чехия                         | N/A                       | N/A                                               | N/A                               | «Мстители: Финал» установил этот рекорд на 50 рынках                                                                                    |
| Наибольший объём сборов в выходные дни в формате IMAX    | Доминиканская Республика      | N/A                       | N/A                                               | N/A                               | «Мстители: Финал» установил этот рекорд на 50 рынках                                                                                    |
| Наибольший объём сборов в выходные дни в формате IMAX    | Эквадор                       | N/A                       | N/A                                               | N/A                               | «Мстители: Финал» установил этот рекорд на 50 рынках                                                                                    |
| Наибольший объём сборов в выходные дни в формате IMAX    | Финляндия                     | N/A                       | N/A                                               | N/A                               | «Мстители: Финал» установил этот рекорд на 50 рынках                                                                                    |
| Наибольший объём сборов в выходные дни в формате IMAX    | Франция                       | N/A                       | «Звёздные войны: Последние джедаи»                | N/A                               | «Мстители: Финал» установил этот рекорд на 50 рынках                                                                                    |
| Наибольший объём сборов в выходные дни в формате IMAX    | Германия                      | N/A                       | «Капитан Марвел»                                  | N/A                               | «Мстители: Финал» установил этот рекорд на 50 рынках                                                                                    |
| Наибольший объём сборов в выходные дни в формате IMAX    | Греция                        | N/A                       | N/A                                               | N/A                               | «Мстители: Финал» установил этот рекорд на 50 рынках                                                                                    |
| Наибольший объём сборов в выходные дни в формате IMAX    | Гватемала                     | N/A                       | N/A                                               | N/A                               | «Мстители: Финал» установил этот рекорд на 50 рынках                                                                                    |
| Наибольший объём сборов в выходные дни в формате IMAX    | Гонконг                       | N/A                       | N/A                                               | N/A                               | «Мстители: Финал» установил этот рекорд на 50 рынках                                                                                    |
| Наибольший объём сборов в выходные дни в формате IMAX    | Индия                         | N/A                       | «Капитан Марвел»                                  | N/A                               | «Мстители: Финал» установил этот рекорд на 50 рынках                                                                                    |
| Наибольший объём сборов в выходные дни в формате IMAX    | Израиль                       | N/A                       | «Звёздные войны: Пробуждение силы»                | N/A                               | «Мстители: Финал» установил этот рекорд на 50 рынках                                                                                    |
| Наибольший объём сборов в выходные дни в формате IMAX    | Италия                        | N/A                       | «Мстители: Война бесконечности»                   | N/A                               | «Мстители: Финал» установил этот рекорд на 50 рынках                                                                                    |
| Наибольший объём сборов в выходные дни в формате IMAX    | Япония                        | N/A                       | «Звёздные войны: Последние джедаи»                | N/A                               | «Мстители: Финал» установил этот рекорд на 50 рынках                                                                                    |
| Наибольший объём сборов в выходные дни в формате IMAX    | Латвия                        | N/A                       | N/A                                               | N/A                               | «Мстители: Финал» установил этот рекорд на 50 рынках                                                                                    |
| Наибольший объём сборов в выходные дни в формате IMAX    | Ливан                         | N/A                       | N/A                                               | N/A                               | «Мстители: Финал» установил этот рекорд на 50 рынках                                                                                    |
| Наибольший объём сборов в выходные дни в формате IMAX    | Малайзия                      | N/A                       | N/A                                               | N/A                               | «Мстители: Финал» установил этот рекорд на 50 рынках                                                                                    |
| Наибольший объём сборов в выходные дни в формате IMAX    | Мексика                       | N/A                       | «Мстители: Война бесконечности»                   | N/A                               | «Мстители: Финал» установил этот рекорд на 50 рынках                                                                                    |
| Наибольший объём сборов в выходные дни в формате IMAX    | Монголия                      | N/A                       | N/A                                               | N/A                               | «Мстители: Финал» установил этот рекорд на 50 рынках                                                                                    |
| Наибольший объём сборов в выходные дни в формате IMAX    | Новая Зеландия                | N/A                       | «Звёздные войны: Пробуждение силы»                | N/A                               | «Мстители: Финал» установил этот рекорд на 50 рынках                                                                                    |
| Наибольший объём сборов в выходные дни в формате IMAX    | Нигерия                       | N/A                       | N/A                                               | N/A                               | «Мстители: Финал» установил этот рекорд на 50 рынках                                                                                    |
| Наибольший объём сборов в выходные дни в формате IMAX    | Норвегия                      | N/A                       | N/A                                               | N/A                               | «Мстители: Финал» установил этот рекорд на 50 рынках                                                                                    |
| Наибольший объём сборов в выходные дни в формате IMAX    | Оман                          | N/A                       | N/A                                               | N/A                               | «Мстители: Финал» установил этот рекорд на 50 рынках                                                                                    |
| Наибольший объём сборов в выходные дни в формате IMAX    | Пакистан                      | N/A                       | N/A                                               | N/A                               | «Мстители: Финал» установил этот рекорд на 50 рынках                                                                                    |
| Наибольший объём сборов в выходные дни в формате IMAX    | Панама                        | N/A                       | N/A                                               | N/A                               | «Мстители: Финал» установил этот рекорд на 50 рынках                                                                                    |
| Наибольший объём сборов в выходные дни в формате IMAX    | Филиппины                     | N/A                       | N/A                                               | N/A                               | «Мстители: Финал» установил этот рекорд на 50 рынках                                                                                    |
| Наибольший объём сборов в выходные дни в формате IMAX    | Португалия                    | N/A                       | «Звёздные войны: Пробуждение силы»                | N/A                               | «Мстители: Финал» установил этот рекорд на 50 рынках                                                                                    |
| Наибольший объём сборов в выходные дни в формате IMAX    | Пуэрто-Рико                   | N/A                       | «Капитан Марвел»                                  | N/A                               | «Мстители: Финал» установил этот рекорд на 50 рынках                                                                                    |
| Наибольший объём сборов в выходные дни в формате IMAX    | Катар                         | N/A                       | N/A                                               | N/A                               | «Мстители: Финал» установил этот рекорд на 50 рынках                                                                                    |
| Наибольший объём сборов в выходные дни в формате IMAX    | Саудовская Аравия             | N/A                       | N/A                                               | N/A                               | «Мстители: Финал» установил этот рекорд на 50 рынках                                                                                    |
| Наибольший объём сборов в выходные дни в формате IMAX    | Сингапур                      | N/A                       | «Звёздные войны: Пробуждение силы»                | N/A                               | «Мстители: Финал» установил этот рекорд на 50 рынках                                                                                    |
| Наибольший объём сборов в выходные дни в формате IMAX    | Словакия                      | N/A                       | N/A                                               | N/A                               | «Мстители: Финал» установил этот рекорд на 50 рынках                                                                                    |
| Наибольший объём сборов в выходные дни в формате IMAX    | Южная Африка                  | N/A                       | «Звёздные войны: Пробуждение силы»                | N/A                               | «Мстители: Финал» установил этот рекорд на 50 рынках                                                                                    |
| Наибольший объём сборов в выходные дни в формате IMAX    | Швейцария                     | N/A                       | «Звёздные войны: Пробуждение силы»                | N/A                               | «Мстители: Финал» установил этот рекорд на 50 рынках                                                                                    |
| Наибольший объём сборов в выходные дни в формате IMAX    | Тайвань                       | N/A                       | N/A                                               | N/A                               | «Мстители: Финал» установил этот рекорд на 50 рынках                                                                                    |
| Наибольший объём сборов в выходные дни в формате IMAX    | Таиланд                       | N/A                       | N/A                                               | N/A                               | «Мстители: Финал» установил этот рекорд на 50 рынках                                                                                    |
| Наибольший объём сборов в выходные дни в формате IMAX    | Турция                        | N/A                       | «Звёздные войны: Пробуждение силы»                | N/A                               | «Мстители: Финал» установил этот рекорд на 50 рынках                                                                                    |
| Наибольший объём сборов в выходные дни в формате IMAX    | Украина                       | N/A                       | «Капитан Марвел»                                  | N/A                               | «Мстители: Финал» установил этот рекорд на 50 рынках                                                                                    |
| Наибольший объём сборов в выходные дни в формате IMAX    | Объединённые Арабские Эмираты | N/A                       | «Мстители: Война бесконечности»                   | N/A                               | «Мстители: Финал» установил этот рекорд на 50 рынках                                                                                    |
| Наибольший объём сборов в выходные дни в формате IMAX    | Вьетнам                       | N/A                       | N/A                                               | N/A                               | «Мстители: Финал» установил этот рекорд на 50 рынках                                                                                    |
| Наибольший объём сборов в премьерный день в формате IMAX | Аргентина                     | N/A                       | N/A                                               | N/A                               | |
| Наибольший объём сборов в премьерный день в формате IMAX | Бразилия                      | N/A                       | «Звёздные войны: Пробуждение силы»                | N/A                               | |
| Наибольший объём сборов в премьерный день в формате IMAX | Китай                         | CN¥ 93 млн ($ 13,8 млн)   | «Мстители: Война бесконечности»                   | N/A                               | |
| Наибольший объём сборов в премьерный день в формате IMAX | Франция                       | N/A                       | N/A                                               | N/A                               | |
| Наибольший объём сборов в премьерный день в формате IMAX | Германия                      | N/A                       | «Звёздные войны: Пробуждение силы»                | N/A                               | |
| Наибольший объём сборов в премьерный день в формате IMAX | Индия                         | N/A                       | N/A                                               | N/A                               | |
| Наибольший объём сборов в премьерный день в формате IMAX | Италия                        | N/A                       | N/A                                               | N/A                               | |
| Наибольший объём сборов в премьерный день в формате IMAX | Япония                        | N/A                       | N/A                                               | N/A                               | |
| Наибольший объём сборов в премьерный день в формате IMAX | Мексика                       | N/A                       | «Звёздные войны: Пробуждение силы»                | N/A                               | |
| Наибольший объём сборов в премьерный день в формате IMAX | Тайвань                       | N/A                       | N/A                                               | N/A                               | |
| Наибольший объём сборов в премьерный день в формате IMAX | Объединённые Арабские Эмираты | N/A                       | «Звёздные войны: Пробуждение силы»                | N/A                               | |
| Наибольший валовый сбор на полуночных показах            | Китай                         | CN¥ 189 млн ($ 28,2 млн)  | «Форсаж 8» – $ 9,1 млн                            | N/A                               | |
| Наибольший предпродажные кассовые сборы                  | Китай                         | $ 110 млн                 | «Охота на монстров 2» – $ 59,6 млн                | N/A                               | |

## Комментарии
1. ↑  В данный список входят фильмы: «Аватар» (2009), «Звёздные войны: Пробуждение силы» (2015), «Чёрная пантера» (2018) и «Мстители: Война бесконечности» (2018)